# Trofeo Villa de Gijón
Il Trofeo Villa de Gijón è una competizione calcistica amichevole che dal 1962 si disputa nel mese di agosto allo stadio municipale El Molinòn, nella città spagnola di Gijón. Il torneo è organizzato dalla società locale, lo Sporting Gijón.

## Storia
Questa manifestazione, nata con il nome di "Trofeo Costa Verde", ha poi cambiato nell'attuale "Villa de Gijón", nell'anno 1994.
Dalla nascita del trofeo a oggi non si sono giocate le competizioni del 1971 per il rifacimento del terreno di gioco, del 1981 a causa della ristrutturazione dello stadio in occasione dei mondiali del 1982), del 1987 in quanto lo Sporting Gijón partecipò ad un altro torneo, e quelle del 2009 e 2010 a causa di lavori allo stadio.

## Stadio
L'Estadio Municipal El Molinón ha una capacità di 23.481 spettatori. Nel 1982 ospitò alcune gare dei Mondiali di calcio.

## Albo d'oro
| Anno | Squadra campione     | Seconda class.      | Terza class.           | Quarta class.    |
| 1962 | Sporting Gijón       | Osasuna             | -                      | -                |
| 1963 | Sporting Gijón       | Athletic Bilbao     | -                      | -                |
| 1964 | Sporting Gijón       | Real Oviedo         | -                      | -                |
| 1965 | Sporting Gijón       | Belenenses          | -                      | -                |
| 1966 | Vitória Setúbal      | Sporting Gijón      | -                      | -                |
| 1967 | Angoulême            | Sporting Gijón      | -                      | -                |
| 1968 | Deportivo La Coruña  | Sporting Gijón      | -                      | -                |
| 1969 | Real Sociedad        | Sporting Gijón      | -                      | -                |
| 1970 | Sporting Gijón       | Vitória Setúbal     | -                      | -                |
| 1972 | Sporting Gijón       | Amburgo             | -                      | -                |
| 1973 | Colonia              | Sporting Gijón      | Velež Mostar           | -                |
| 1974 | Real Oviedo          | Sporting Gijón      | -                      | -                |
| 1975 | Sporting Gijón       | CSKA Sofia          | Real Avilés            | -                |
| 1976 | Sporting Gijón       | Real Oviedo         | -                      | -                |
| 1977 | Sporting Gijón       | Videoton Fehérvár   | Vitória Guimarães      | -                |
| 1978 | Sporting Gijón       | Lokomotiv Mosca     | Austria Vienna         | Racing Santander |
| 1979 | Sporting Gijón       | White Star Woluwé   | Stella Rossa           | -                |
| 1980 | AZ Alkmaar           | Sporting Gijón      | Porto                  | Levski Sofia     |
| 1982 | Stella Rossa         | Sporting Gijón      | Barcellona             | Real Oviedo      |
| 1983 | Atlético Madrid      | Spartak Mosca       | Sporting Gijón         | Colonia          |
| 1984 | Sporting Gijón       | Real Sociedad       | Steaua Bucarest        | Groningen        |
| 1985 | Sporting Gijón       | Real Oviedo         | Sparta Rotterdam       | -                |
| 1986 | Sporting Gijón       | Standard Liegi      | Real Oviedo            | -                |
| 1988 | Sporting Gijón       | Valencia            | -                      | -                |
| 1989 | Sporting Gijón       | Vitocha Sofia       | -                      | -                |
| 1990 | Sporting Gijón       | Sporting Lisbona    | Real Avilés Industrial | -                |
| 1991 | Sporting Gijón       | Levski Sofia        | -                      | -                |
| 1992 | Sporting Gijón       | Tavrija             | Vitesse                | -                |
| 1994 | CSKA Mosca           | Sporting Gijón      | Tenerife               | -                |
| 1996 | Sporting Gijón       | Real Madrid         | -                      | -                |
| 1997 | Sporting Gijón       | Betis Siviglia      | -                      | -                |
| 1998 | Real Valladolid      | Sporting Gijón      | -                      | -                |
| 1999 | Racing Santander     | Sporting Gijón      | -                      | -                |
| 2000 | Real Sociedad        | Sporting Gijón      | Real Saragozza         | -                |
| 2001 | Sporting Gijón       | Racing Santander    | -                      | -                |
| 2002 | Sporting Gijón       | Racing Santander    | -                      | -                |
| 2003 | Tenerife             | Sporting Gijón      | -                      | -                |
| 2004 | Racing Santander     | Sporting Gijón      | -                      | -                |
| 2005 | Athletic Bilbao      | Sporting Gijón      | -                      | -                |
| 2006 | Racing Santander     | Sporting Gijón      | -                      | -                |
| 2007 | Racing Santander     | Sporting Gijón      | -                      | -                |
| 2008 | Sporting Gijón       | Milan               | -                      | -                |
| 2011 | Genoa                | Sporting Gijón      | -                      | -                |
| 2012 | Vitória de Guimarães | Sporting Gijón      | -                      | -                |
| 2013 | Villarreal C.F.      | Sporting Gijón      | -                      | -                |
| 2014 | Sporting Gijón       | Getafe              | -                      | -                |
| 2015 | Sporting Gijón       | Palermo             | -                      | -                |
| 2016 | Sporting Gijón       | Deportivo La Coruña | -                      | -                |

## Titoli per club
| Squadra              | Titoli | Anni |
| -------------------- | ------ | --- |
| Sporting Gijón       | 27     | 1962, 1963, 1964, 1965, 1970, 1972, 1975, 1976, 1977, 1978, 1979, 1984, 1985, 1986, 1988, 1989, 1990, 1991, 1992, 1996, 1997, 2001, 2002, 2008, 2014, 2015, 2016 |
| Racing Santander     | 4      | 1999, 2004, 2006, 2007 |
| Real Sociedad        | 2      | 1969, 2000 |
| Vitória Setúbal      | 1      | 1966 |
| Angoulême            | 1      | 1967 |
| Deportivo La Coruña  | 1      | 1968 |
| Colonia              | 1      | 1973 |
| Real Oviedo          | 1      | 1974 |
| AZ Alkmaar           | 1      | 1980 |
| Stella Rossa         | 1      | 1982 () |
| Atlético Madrid      | 1      | 1983 |
| CSKA Mosca           | 1      | 1994 |
| Betis Siviglia       | 1      | 1997 |
| Real Valladolid      | 1      | 1998 |
| Tenerife             | 1      | 2003 |
| Athletic Bilbao      | 1      | 2005 |
| Genoa                | 1      | 2011 |
| Vitória de Guimarães | 1      | 2012 |
| Villarreal C.F.      | 1      | 2013 |